# Söndagsdräkt

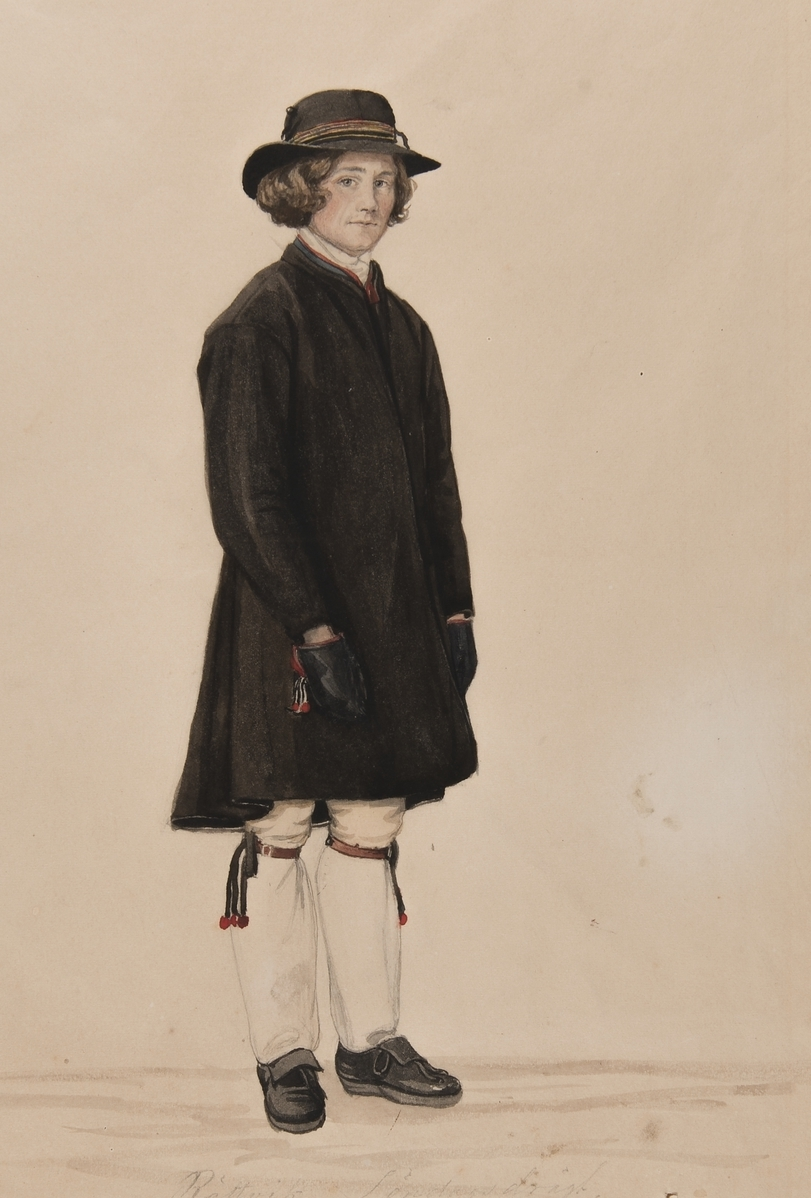
Pojke i söndagsdräkt från Rättvik

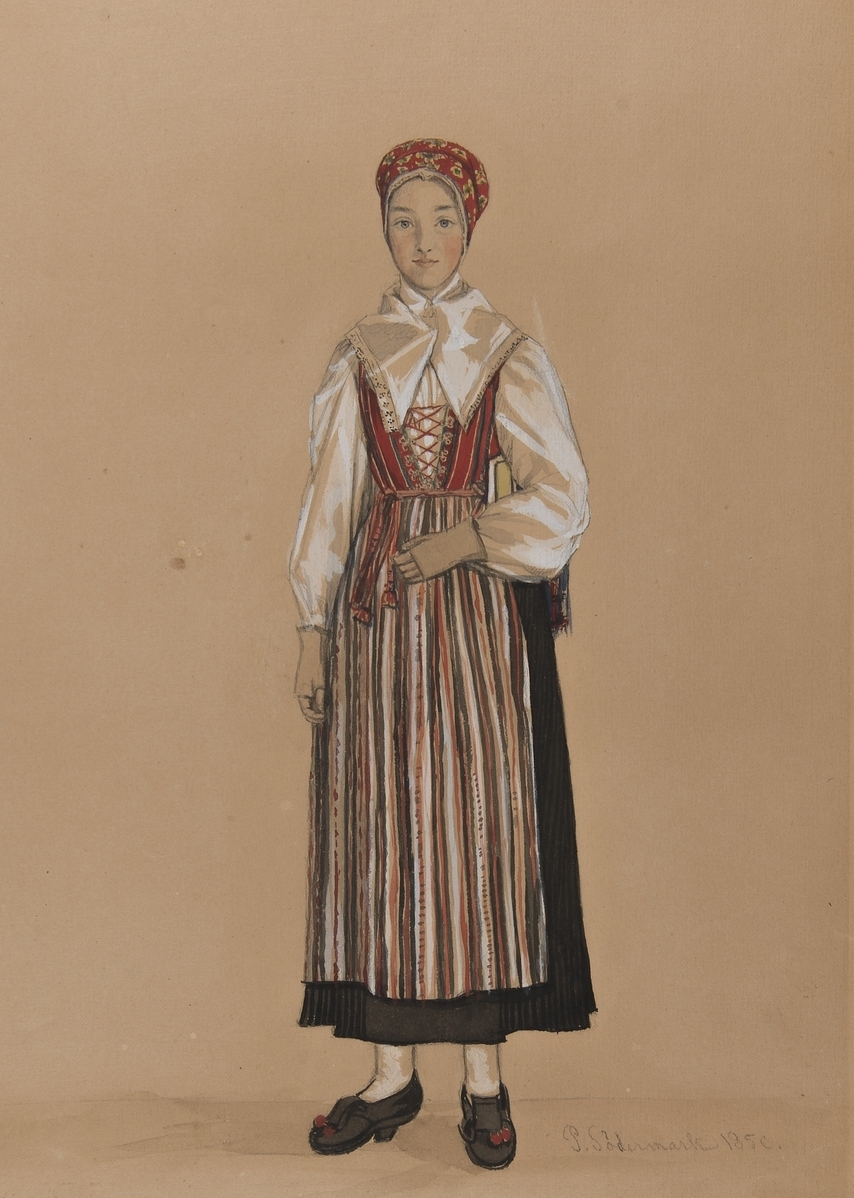
Kvinna i söndagsdräkt, Leksand

Söndagsdräkt är en term för vissa folkdräkter som i Dalarna under början av 1800-talet bars på söndagar.

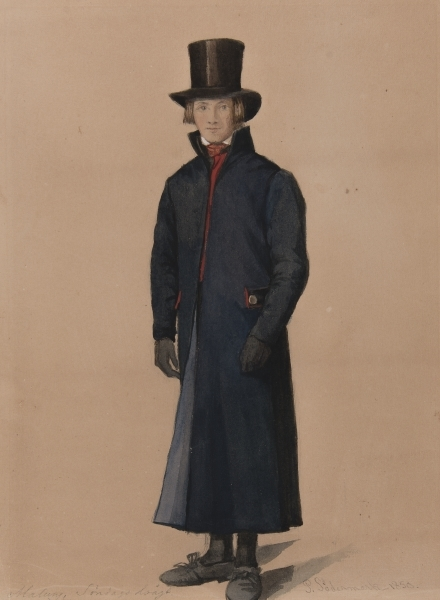
Man i söndagsdräkt, Malung

Dräkten bars på vissa söndagar. Exempel på söndagsdräkter finns bland annat från Lima–Transtrand, Leksand, Rättvik och Malung. Under 2010-talet har dräkten från Lima–Transtrand rekonstruerats och åter tagits i bruk.